# Die Klage des Friedens
Die Klage des Friedens (lateinisch Querela Pacis) gilt als pazifistische Hauptschrift des Erasmus von Rotterdam, die er im Jahr 1517 anlässlich einer geplanten Friedenskonferenz im nordfranzösischen Cambrai geschrieben hat. Zu diesem ‚Gipfeltreffen‘ waren alle damaligen Herrscher Europas geladen. Erasmus war zu dieser Zeit Rat am Hofe der Burgunder in Löwen (Leuven) und Berater bzw. ‚Erzieher‘ des späteren Kaisers Karl V. Die Konferenz fand jedoch nicht statt. In dem Text fordert Erasmus eine starke Trennung der Kirche von allem Militärischem
und die größtmögliche Anstrengung weltlicher Herrscher, gewalttätige Konflikte zu vermeiden. Eher sollen die Mächtigen auf Vermögen und Land oder sogar ihre Macht verzichten, als einen Krieg zu beginnen. Dies bedeute, Schuld vor Gott auf sich zu laden. Wichtig ist Erasmus auch die Widerlegung einer nach Cicero möglichen Ausgangssituation eines bellum iustum, da es in zwischenstaatlichen Auseinandersetzungen keine parteilose, beurteilende Instanz gebe und jede Seite schließe, dass ihre Sache die gerechte sei.
Auch wenn der damalige ‚Friedensappell‘ vielfach gelesen und gelobt wurde, eskalierten wenig später die Machtkämpfe um die Vorherrschaft in Europa zwischen England, Frankreich und Deutschland weiter, insbesondere die Kämpfe um Norditalien, und mündeten schließlich in ‚Glaubenskämpfe‘. 

## Auszug der Schlusspassage
Ein Auszug der Schlusspassage der Friedensschrift verdeutlicht Erasmus’ Intentionen:
An Euch appelliere ich, Ihr Herrscher, von deren Befehl hauptsächlich das Menschengeschick abhängt, die ihr Sinnbild der Herrschaft Christi unter den Menschen darstellt, besinnt Euch auf den Ruf Eures Königs zum Frieden, weswegen Euch die ganze Welt, durch langes Unheil erschöpft, darum anfleht. Wenn jemand noch gegen wen Groll trägt, ist es recht, dies für das gemeinsame Glück aller zu vergeben. Zu groß ist die Sache, als dass man sie aus geringfügigen Gründen verzögern dürfte. Ich appelliere an Euch, Ihr Gott geweihten Priester, gebt mit allem Eifer das wieder, wovon Ihr wisst, dass es Gott am willkommensten ist, wehrt das ab, was ihm am meisten verhasst ist.
Ich appelliere an Euch, Ihr Führungsschichten und Magistratsherren, dass Eure Gesinnung ein Beistand sei für die Weisheit des Regenten und die Pflichttreue der Priester. An Euch appelliere ich insgesamt, die ihr den christlichen Namen bekennt, verschwört Euch darin mit einhelligem Sinn. Lasst nunmehr sehen, wie viel die Einigkeit der Menge gegen Tyrannenmacht vermag. Hierzu sollten alle in gleicher Weise ihre Vorschläge einbringen. Durch gemeinsames Bemühen mögen alle vorantreiben, was allen gleichermaßen zum Segen dient […]
Vom größten Teil des Volkes wird der Krieg verflucht, man betet um Frieden. Einige wenige nur, deren gottloses Glück vom allgemeinen Unglück abhängt, wünschen den Krieg. Beurteilt selbst, ob es recht und billig sei oder nicht, dass deren Unredlichkeit mehr gilt als der Wille aller Guten. Ihr seht, bis jetzt ist nichts durch Bündnisse zustande gebracht, nichts durch Verschwägerung gefördert, nichts durch Gewalt, nichts durch Rachenahme. Stellt nun dagegen auf die Probe, was Versöhnlichkeit und Wohltätigkeit vermögen. Krieg wird aus Krieg gesät, Rache verursacht wieder Rache […]
Für die Fürsten wird es eine ehrwürdige Herrschaft sein, wenn sie über fromme und glückliche Menschen gebieten, sobald sie mehr durch Gesetze als durch Waffen regieren, die Aristokraten werden ein größeres und rechtmäßiges Ansehen genießen, die Priester mehr stille Mußezeit, dem Volk wird eine gedeihlichere Ruhe zuteil und Überfluss in Frieden: Der christliche Name wird den Feinden des Kreuzes mehr Ehrfurcht einflößen. Endlich wird der Einzelne dem Einzelnen und alle werden allen zugleich lieb und wert sein und vor allem Christus willkommen sein, dem zu gefallen das höchste Glück ist.
Erasmus hatte sich bereits zuvor mehrfach öffentlich (in Briefen und Schriften) zum Thema Krieg und Gewalt geäußert, so in seiner Schrift Dulce bellum inexpertis (süß scheint der Krieg den Unerfahrenen), die er später als Adagia Nr. 3001 in seine Zitaten-Sammlung übernommen hatte. Er schrieb zum Thema Krieg:
Es ist jetzt schon soweit gekommen, dass man den Krieg allgemein für eine annehmbare Sache hält und sich wundert, dass es Menschen gibt, denen er nicht gefällt […] Wie viel gerechtfertigter wäre es dagegen, sich darüber zu wundern, welch’ böser Genius, welche Pest, welche Tollheit, welche Furie diese bis dahin bestialische Sache zuerst in den Sinn des Menschen gebracht haben mag, dass jenes sanfte Lebewesen, das die Natur für Frieden und Wohlwollen erschuf, mit so wilder Raserei, so wahnsinnigem Tumult zur gegenseitigen Vernichtung eilte. Wenn man also zuerst nur die Erscheinung und Gestalt des menschlichen Körpers ansieht, merkt man denn nicht sofort, dass die Natur, oder vielmehr Gott, ein solches Wesen nicht für Krieg, sondern für Freundschaft, nicht zum Verderben, sondern zum Heil, nicht für Gewalttaten, sondern für Wohltätigkeit erschaffen habe? Ein jedes der anderen Wesen stattete sie mit eigenen Waffen aus, den Stier mit Hörnern, den Löwen mit Pranken, den Eber mit Stoßzähnen, andere mit Gift, wieder andere mit Schnelligkeit. Der Mensch aber ist nackt, zart, wehrlos und schwach, nichts kann man an den Gliedern sehen, was für einen Kampf oder eine Gewalttätigkeit  bestimmt wäre. Er kommt auf die Welt und ist lange Zeit vor fremder Hilfe abhängig, kann bloß durch Wimmern und Weinen nach Beistand rufen. Die Natur schenkte ihm freundliche Augen als Spiegel der Seele, biegsame Arme zur Umarmung, gab ihm die Empfindung eines Kusses, das Lachen als Ausdruck von Fröhlichkeit, Tränen als Symbol für Sanftmut und des Mitleids.
Der Krieg wird aus dem Krieg erzeugt, aus einem Scheinkrieg entsteht ein offener, aus einem winzigen der gewaltigste […] Wo denn ist das Reich des Teufels, wenn es nicht im Krieg ist? Warum schleppen wir Christus hierhin, zu dem der Krieg noch weniger passt als ein Hurenhaus? So mögen wir Krieg und Frieden, die zugleich elendeste und verbrecherischste Sache vergleichen, und es wird vollends klar werden, ein wie großer Wahnsinn es sei, mit so viel Tumult, so viel Strapazen, so einem großen Kostenaufwand, unter höchster Gefahr und so vielen Verlusten Krieg zu veranstalten, obwohl um ein viel geringeres die Eintracht erkauft werden könnte.

## Digitalisierte Ausgaben
- Querela pacis. Basel, 1518, doi:10.3931/e-rara-23180, lateinisch
- Ein Klag des Frydens. Zürich, 1521, doi:10.3931/e-rara-845, deutsch
- Teutscher FriedensBott, Frankfurt am Main 1622 (Digitalisat)

## Zweisprachige Neuausgabe
- Die Klage des Friedens. Lateinisch und deutsch von Kai Brodersen. Wiesbaden: Marix, 2018, ISBN 978-3-7374-1092-2

## Nachweise
1. ↑  Friedemann Stengel: Reformation und Krieg, in: Friedemann Stengel, Jörg Ullrich (Hrsg.), Kirche und Krieg. Ambivalenzen in der Theologie, Leipzig 2015
2. ↑  Bainton, Roland H.: Erasmus. Reformer zwischen den Fronten 1972 Göttingen
3. ↑  Die Klage des Friedens in der Übersetzung von Brigitte Hannemann, Zürich 1998.
4. ↑  Brigitte Hannemann: Süß scheint der Krieg den Unerfahrenen. München 1987